# Robin Quaison
Robin Kwamina Quaison (Stoccolma, 9 ottobre 1993) è un calciatore svedese di origini ghanesi, centrocampista dell'Arīs Salonicco e della nazionale svedese.

## Caratteristiche tecniche
Può ricoprire diversi ruoli a centrocampo. Nella stagione 2013-2014 il suo allenatore all'AIK lo ha schierato da esterno nel 4-4-2, alternato su entrambe le fasce, schierandolo talvolta anche nei tre calciatori a supporto della punta in un 4-2-3-1 e come trequartista nel 4-4-1-1. È abile nel fornire assist ai compagni, preciso nel passaggio e abile nel dribbling.

## Carriera

### Club
Nato a Stoccolma da padre ghanese e madre svedese, è un prodotto del settore giovanile dell'AIK.
Nel 2011 è stato ceduto in prestito al Väsby United, squadra satellite militante in terza serie, con cui gioca 16 partite segnando 8 gol nella stagione regolare, più una presenza nei play-off.
Ritornato al club d'origine, è stato aggregato alla prima squadra esordendo il 24 marzo 2012 giocando la Supercoppa persa per 2-0 contro l'Helsingborg: Quaison entra in campo all'80' al posto di Robert Åhman Persson. Esordisce in Allsvenskan il 1º aprile 2012 nello 0-0 contro il Mjällby, entrando in campo al 76'. Il 15 aprile 2012 parte titolare per la prima volta nella partita vinta per 1-0 in trasferta contro il Syrianska, mentre il 20 maggio seguente realizza il suo primo gol in massima serie contro il Norrköping. Sempre nel 2012 esordisce anche in Europa League: il debutto arriva il 19 luglio 2012 nell'1-1 contro l'FH, giocando titolare e uscendo al 60' per Alhassan Kamara; gioca pure una partita nel turno di play-off e altre 5 nella fase a gironi, turno in cui l'AIK si ferma. Chiude la stagione 2012 anche con 18 partite in campionato e 3 in Coppa di Svezia.
Nella stagione 2013 gioca 23 partite in campionato e una nella coppa nazionale. Nella parte iniziale della stagione 2014 gioca 10 partite in campionato segnando un gol. L'ultima partita con la maglia dell'AIK è quella del 2 giugno 2014 vinta per 4-2 sul Brommapojkarna, in cui esce al 67' per far posto ad Anton Salétros.
Il 18 luglio 2014 si trasferisce alla squadra italiana del Palermo, appena promossa in Serie A, con cui firma un contratto triennale prendendo la maglia numero 21. Esordisce con la maglia rosanero nella prima partita utile, ossia la gara del terzo turno di Coppa Italia disputata il 24 agosto e persa per 3-0 contro il Modena. Il 21 settembre seguente esordisce nel campionato italiano in Palermo-Inter (1-1) della terza giornata, entrando in campo all'83' al posto di Franco Vázquez. L'11 gennaio 2015, dopo essere subentrato ad Enzo Maresca al 52' di Fiorentina-Palermo, nei successivi 9 minuti segna le sue prime due reti in Serie A per il momentaneo pareggio dal 2-0 al 2-2; la partita finirà poi 4-3 per i viola.
Il 14 febbraio debutta da titolare nel match vinto per 3-1 contro il Napoli rendendosi protagonista di un'ottima prestazione. Debutta nella stagione successiva in Coppa Italia alla prima partita utile (Palermo-Avellino 2-1) subentrando e realizzando il gol decisivo per il passaggio del turno.
Il 31 gennaio 2017 passa a titolo definitivo al Magonza, in Bundesliga, firmando un contratto fino al 30 giugno 2021. Il 17 dicembre 2019 sigla la sua prima tripletta in carriera, nella vittoria 5-0 contro il Werder Brema. Il 16 maggio 2021, in occasione della sconfitta per 3-1 contro il Borussia Dortmund, segna e diviene in solitario il migliore realizzatore della storia del Magonza in Bundesliga con 30 reti, superando Mohamed Zidan e Yunus Malli fermi a 29. Il suo triennio in biancorosso si conclude con 31 reti in 123 presenze in Bundesliga.
L'8 luglio del 2021 viene ingaggiato a parametro zero con un contratto triennale dagli arabi dell'Al-Ettifaq.

### Nazionale

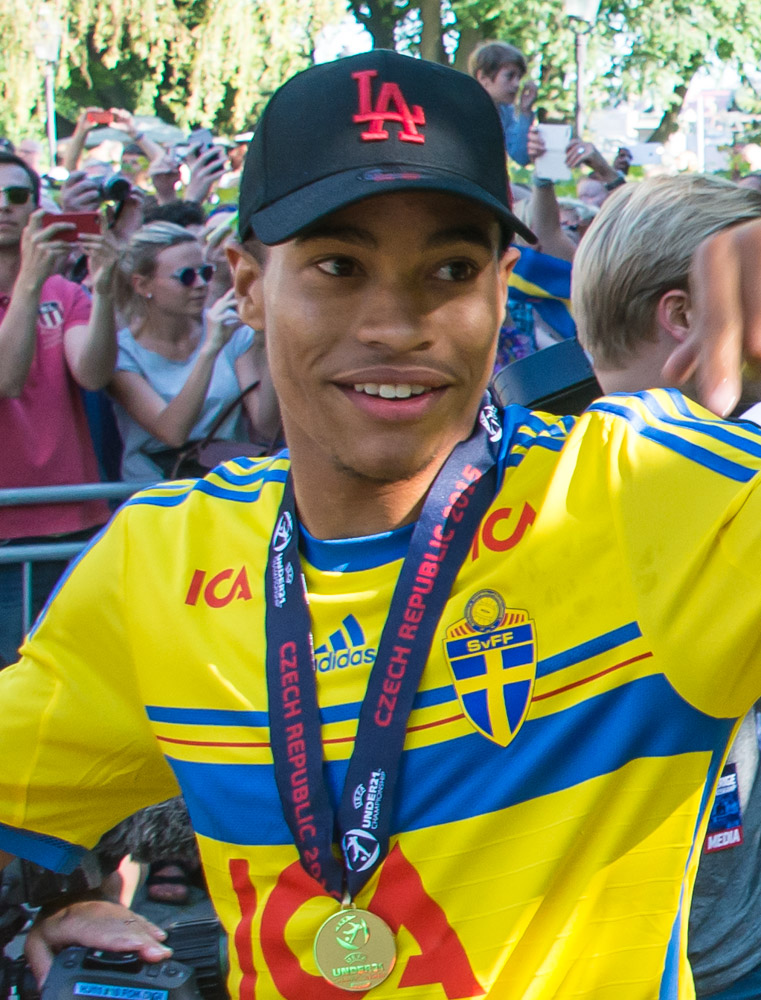
Quaison nel 2015 durante i festeggiamenti per la vittoria dell'Europeo Under-21

Dopo alcune presenze nelle nazionali giovanili, viene convocato dal CT della nazionale maggiore Erik Hamrén per disputare la King's Cup disputata in Thailandia nel gennaio 2013. In questa manifestazione colleziona 2 presenze e una rete, siglata in finale contro la Finlandia con un tiro da fuori area.
Nel marzo 2015 viene convocato per le partite contro Moldavia e Iran, valevoli rispettivamente per le qualificazioni agli Europei 2016 e come gara amichevole, dichiarando contestualmente di rinunciare alla nazionale ghanese; gioca nella seconda delle due partite, entrando al 66' al posto di Erkan Zengin. Nel 2015 viene convocato per gli Europei Under 21. In questa competizione realizza una rete nella vittoriosa semifinale contro la Danimarca (4-1), segnando 9 minuti dopo l'ingresso in campo. Contribuisce alla vittoria della competizione disputando anche la finale contro il Portogallo vinta ai tiri di rigore.
A partire dal 2019, visto il buon rendimento offerto in Germania, diventa un convocato in pianta stabile della selezione svedese con cui partecipa anche agli Europei 2020, disputati in realtà nel 2021 a causa della pandemia di COVID-19.
Il 24 marzo 2022 consente alla nazione svedese di accedere alla finale dei playoff per i mondiali grazie a un suo goal nei tempi supplementari contro la Repubblica Ceca terminata poi 1-0.

## Statistiche

### Presenze e reti nei club
Statistiche aggiornate al 26 maggio 2024.
| Stagione          | Squadra           | Campionato        | Campionato | Campionato | Coppe nazionali | Coppe nazionali | Coppe nazionali | Coppe continentali | Coppe continentali | Coppe continentali | Altre coppe | Altre coppe | Altre coppe | Totale | Totale |
| Stagione          | Squadra           | Comp              | Pres       | Reti       | Comp            | Pres            | Reti            | Comp               | Pres               | Reti               | Comp        | Pres        | Reti        | Pres   | Reti   |
| ----------------- | ----------------- | ----------------- | ---------- | ---------- | --------------- | --------------- | --------------- | ------------------ | ------------------ | ------------------ | ----------- | ----------- | ----------- | ------ | ------ |
| 2011              | Väsby United      | D1                | 16+1       | 8+0        | -               | -               | -               | -                  | -                  | -                  | -           | -           | -           | 17     | 8      |
| 2012              | AIK               | A                 | 18         | 2          | CS              | 3               | 1               | UEL                | 7                  | 0                  | SS          | 1           | 0           | 29     | 3      |
| 2013              | AIK               | A                 | 23         | 4          | CS              | 1               | 0               | -                  | -                  | -                  | -           | -           | -           | 24     | 4      |
| 2014              | AIK               | A                 | 10         | 1          | -               | -               | -               | -                  | -                  | -                  | -           | -           | -           | 10     | 1      |
| Totale AIK        | Totale AIK        | Totale AIK        | 51         | 7          |                 | 4               | 1               |                    | 7                  | 0                  |             | 1           | 0           | 63     | 8      |
| 2014-2015         | Palermo           | A                 | 19         | 2          | CI              | 1               | 0               | -                  | -                  | -                  | -           | -           | -           | 20     | 2      |
| 2015-2016         | Palermo           | A                 | 30         | 1          | CI              | 2               | 1               | -                  | -                  | -                  | -           | -           | -           | 32     | 2      |
| 2016-gen. 2017    | Palermo           | A                 | 17         | 4          | CI              | 1               | 0               | -                  | -                  | -                  | -           | -           | -           | 18     | 4      |
| Totale Palermo    | Totale Palermo    | Totale Palermo    | 66         | 7          |                 | 4               | 1               |                    | -                  | -                  |             | -           | -           | 70     | 8      |
| gen.-giu. 2017    | Mainz             | BL                | 11         | 1          | CG              | -               | -               | -                  | -                  | -                  | -           | -           | -           | 11     | 1      |
| 2017-2018         | Mainz             | BL                | 24         | 4          | CG              | 2               | 0               | -                  | -                  | -                  | -           | -           | -           | 26     | 4      |
| 2018-2019         | Mainz             | BL                | 28         | 7          | CG              | 2               | 2               | -                  | -                  | -                  | -           | -           | -           | 30     | 9      |
| 2019-2020         | Mainz             | BL                | 32         | 13         | CG              | 1               | 0               | -                  | -                  | -                  | -           | -           | -           | 32     | 13     |
| 2020-2021         | Mainz             | BL                | 28         | 6          | CG              | 2               | 1               | -                  | -                  | -                  | -           | -           | -           | 30     | 7      |
| Totale Mainz      | Totale Mainz      | Totale Mainz      | 123        | 31         |                 | 7               | 3               |                    | -                  | -                  |             | -           | -           | 130    | 34     |
| 2021-2022         | Al-Ettifaq        | SPL               | 21         | 7          | KCC             | 1               | 0               | -                  | -                  | -                  |             | -           | -           | 22     | 7      |
| 2022-2023         | Al-Ettifaq        | SPL               | 26         | 6          | KCC             | 1               | 0               | -                  | -                  | -                  |             | -           | -           | 27     | 6      |
| 2023-2024         | Al-Ettifaq        | SPL               | 18         | 3          | KCC             | 1               | 0               | -                  | -                  | -                  |             | -           | -           | 19     | 3      |
| Totale Al-Ettifaq | Totale Al-Ettifaq | Totale Al-Ettifaq | 65         | 16         |                 | 3               | 0               |                    | -                  | -                  |             | -           | -           | 68     | 16     |
| Totale carriera   | Totale carriera   | Totale carriera   | 322        | 69         |                 | 18              | 5               |                    | 7                  | 0                  |             | 1           | 0           | 348    | 74     |

### Cronologia presenze e reti in nazionale
| Cronologia completa delle presenze e delle reti in nazionale ― Svezia | Cronologia completa delle presenze e delle reti in nazionale ― Svezia | Cronologia completa delle presenze e delle reti in nazionale ― Svezia | Cronologia completa delle presenze e delle reti in nazionale ― Svezia | Cronologia completa delle presenze e delle reti in nazionale ― Svezia | Cronologia completa delle presenze e delle reti in nazionale ― Svezia | Cronologia completa delle presenze e delle reti in nazionale ― Svezia | Cronologia completa delle presenze e delle reti in nazionale ― Svezia |
| Data                                                                  | Città                                                                 | In casa                                                               | Risultato                                                             | Ospiti                                                                | Competizione                                                          | Reti                                                                  | Note                                                                  |
| --------------------------------------------------------------------- | --------------------------------------------------------------------- | --------------------------------------------------------------------- | --------------------------------------------------------------------- | --------------------------------------------------------------------- | --------------------------------------------------------------------- | --------------------------------------------------------------------- | --------------------------------------------------------------------- |
| 23-1-2013                                                             | Chiang Mai                                                            | Corea del Nord                                                        | 1 – 1 (1 – 4 dtr)                                                     | Svezia                                                                | Amichevole                                                            | -                                                                     | 73’                                                                   |
| 26-1-2013                                                             | Chiang Mai                                                            | Finlandia                                                             | 0 – 3                                                                 | Svezia                                                                | Amichevole                                                            | 1                                                                     | 69’                                                                   |
| 17-1-2014                                                             | Abu Dhabi                                                             | Moldavia                                                              | 1 – 2                                                                 | Svezia                                                                | Amichevole                                                            | -                                                                     | 71’                                                                   |
| 21-1-2014                                                             | Abu Dhabi                                                             | Islanda                                                               | 0 – 2                                                                 | Svezia                                                                | Amichevole                                                            | 1                                                                     |                                                                       |
| 31-3-2015                                                             | Solna                                                                 | Svezia                                                                | 3 – 1                                                                 | Iran                                                                  | Amichevole                                                            | -                                                                     | 66’                                                                   |
| 6-9-2018                                                              | Praga                                                                 | Austria                                                               | 2 – 0                                                                 | Svezia                                                                | Amichevole                                                            | -                                                                     |                                                                       |
| 23-3-2019                                                             | Solna                                                                 | Svezia                                                                | 2 – 1                                                                 | Romania                                                               | Qual. Euro 2020                                                       | 1                                                                     | 89’                                                                   |
| 26-3-2019                                                             | Oslo                                                                  | Norvegia                                                              | 3 – 3                                                                 | Svezia                                                                | Qual. Euro 2020                                                       | 2                                                                     |                                                                       |
| 7-6-2019                                                              | Solna                                                                 | Svezia                                                                | 3 – 0                                                                 | Malta                                                                 | Qual. Euro 2020                                                       | 1                                                                     | 85’                                                                   |
| 10-6-2019                                                             | Madrid                                                                | Spagna                                                                | 3 – 0                                                                 | Svezia                                                                | Qual. Euro 2020                                                       | -                                                                     |                                                                       |
| 5-9-2019                                                              | Tórshavn                                                              | Fær Øer                                                               | 0 – 4                                                                 | Svezia                                                                | Qual. Euro 2020                                                       | 1                                                                     |                                                                       |
| 8-9-2019                                                              | Solna                                                                 | Svezia                                                                | 1 – 1                                                                 | Norvegia                                                              | Qual. Euro 2020                                                       | -                                                                     | 77’                                                                   |
| 12-10-2019                                                            | Ta' Qali                                                              | Malta                                                                 | 0 – 4                                                                 | Svezia                                                                | Qual. Euro 2020                                                       | -                                                                     | 62’ 71’                                                               |
| 15-10-2019                                                            | Stoccolma                                                             | Svezia                                                                | 1 – 1                                                                 | Spagna                                                                | Qual. Euro 2020                                                       | -                                                                     | 77’                                                                   |
| 15-11-2019                                                            | Bucarest                                                              | Romania                                                               | 0 – 2                                                                 | Svezia                                                                | Qual. Euro 2020                                                       | 1                                                                     |                                                                       |
| 5-9-2020                                                              | Solna                                                                 | Svezia                                                                | 0 – 1                                                                 | Francia                                                               | UEFA Nations League 2020-2021 - 1º turno                              | -                                                                     | 77’                                                                   |
| 8-9-2020                                                              | Solna                                                                 | Svezia                                                                | 0 – 2                                                                 | Portogallo                                                            | UEFA Nations League 2020-2021 - 1º turno                              | -                                                                     | 71’                                                                   |
| 8-10-2020                                                             | Mosca                                                                 | Russia                                                                | 1 – 2                                                                 | Svezia                                                                | Amichevole                                                            | -                                                                     | 64’                                                                   |
| 14-10-2020                                                            | Lisbona                                                               | Portogallo                                                            | 3 – 0                                                                 | Svezia                                                                | UEFA Nations League 2020-2021 - 1º turno                              | -                                                                     | 62’                                                                   |
| 11-11-2020                                                            | Brøndby                                                               | Danimarca                                                             | 2 – 0                                                                 | Svezia                                                                | Amichevole                                                            | -                                                                     | 64’                                                                   |
| 17-11-2020                                                            | Saint-Denis                                                           | Francia                                                               | 4 – 2                                                                 | Svezia                                                                | UEFA Nations League 2020-2021 - 1º turno                              | 1                                                                     | 66’                                                                   |
| 25-3-2021                                                             | Solna                                                                 | Svezia                                                                | 1 – 0                                                                 | Georgia                                                               | Qual. Mondiali 2022                                                   | -                                                                     | 84’                                                                   |
| 28-3-2021                                                             | Pristina                                                              | Kosovo                                                                | 0 – 3                                                                 | Svezia                                                                | Qual. Mondiali 2022                                                   | -                                                                     | 68’                                                                   |
| 31-3-2021                                                             | Solna                                                                 | Svezia                                                                | 1 – 0                                                                 | Estonia                                                               | Amichevole                                                            | -                                                                     |                                                                       |
| 29-5-2021                                                             | Solna                                                                 | Svezia                                                                | 2 – 0                                                                 | Finlandia                                                             | Amichevole                                                            | 1                                                                     | 84’                                                                   |
| 5-6-2021                                                              | Solna                                                                 | Svezia                                                                | 3 – 1                                                                 | Armenia                                                               | Amichevole                                                            | -                                                                     | 70’                                                                   |
| 14-6-2021                                                             | Siviglia                                                              | Spagna                                                                | 0 – 0                                                                 | Svezia                                                                | Euro 2020 - 1º turno                                                  | -                                                                     | 69’                                                                   |
| 18-6-2021                                                             | San Pietroburgo                                                       | Svezia                                                                | 1 – 0                                                                 | Slovacchia                                                            | Euro 2020 - 1º turno                                                  | -                                                                     | 64’                                                                   |
| 23-6-2021                                                             | San Pietroburgo                                                       | Svezia                                                                | 3 – 2                                                                 | Polonia                                                               | Euro 2020 - 1º turno                                                  | -                                                                     | 55’                                                                   |
| 29-6-2021                                                             | Glasgow                                                               | Svezia                                                                | 1 – 2 dts                                                             | Ucraina                                                               | Euro 2020 - Ottavi di finale                                          | -                                                                     | 97’                                                                   |
| 2-9-2021                                                              | Solna                                                                 | Svezia                                                                | 2 – 1                                                                 | Spagna                                                                | Qual. Mondiali 2022                                                   | -                                                                     | 84’                                                                   |
| 5-9-2021                                                              | Solna                                                                 | Svezia                                                                | 2 – 1                                                                 | Uzbekistan                                                            | Amichevole                                                            | -                                                                     | 62’                                                                   |
| 8-9-2021                                                              | Atene                                                                 | Grecia                                                                | 2 – 1                                                                 | Svezia                                                                | Qual. Mondiali 2022                                                   | 1                                                                     | 66’                                                                   |
| 9-10-2021                                                             | Solna                                                                 | Svezia                                                                | 3 – 0                                                                 | Kosovo                                                                | Qual. Mondiali 2022                                                   | 1                                                                     | 75’                                                                   |
| 12-10-2021                                                            | Solna                                                                 | Svezia                                                                | 2 – 0                                                                 | Grecia                                                                | Qual. Mondiali 2022                                                   | -                                                                     | 87’                                                                   |
| 11-11-2021                                                            | Batumi                                                                | Georgia                                                               | 2 – 0                                                                 | Svezia                                                                | Qual. Mondiali 2022                                                   | -                                                                     | 78’                                                                   |
| 14-11-2021                                                            | Siviglia                                                              | Spagna                                                                | 1 – 0                                                                 | Svezia                                                                | Qual. Mondiali 2022                                                   | -                                                                     | 63’                                                                   |
| 24-3-2022                                                             | Solna                                                                 | Svezia                                                                | 1 – 0 dts                                                             | Rep. Ceca                                                             | Qual. Mondiali 2022                                                   | 1                                                                     | 61’                                                                   |
| 29-3-2022                                                             | Chorzów                                                               | Polonia                                                               | 2 – 0                                                                 | Svezia                                                                | Qual. Mondiali 2022                                                   | -                                                                     | 67’                                                                   |
| 2-6-2022                                                              | Lubiana                                                               | Slovenia                                                              | 0 – 2                                                                 | Svezia                                                                | UEFA Nations League 2022-2023 - 1º turno                              | -                                                                     | 80’                                                                   |
| 9-6-2022                                                              | Solna                                                                 | Svezia                                                                | 0 – 1                                                                 | Serbia                                                                | UEFA Nations League 2022-2023 - 1º turno                              | -                                                                     |                                                                       |
| 12-6-2022                                                             | Oslo                                                                  | Norvegia                                                              | 3 – 2                                                                 | Svezia                                                                | UEFA Nations League 2022-2023 - 1º turno                              | -                                                                     | 58’                                                                   |
| 24-9-2022                                                             | Belgrado                                                              | Serbia                                                                | 4 – 1                                                                 | Svezia                                                                | UEFA Nations League 2022-2023 - 1º turno                              | -                                                                     | 64’                                                                   |
| 27-9-2022                                                             | Solna                                                                 | Svezia                                                                | 1 – 1                                                                 | Slovenia                                                              | UEFA Nations League 2022-2023 - 1º turno                              | -                                                                     | 70’                                                                   |
| 16-11-2022                                                            | Girona                                                                | Messico                                                               | 1 – 2                                                                 | Svezia                                                                | Amichevole                                                            | -                                                                     | 68’                                                                   |
| 19-11-2022                                                            | Malmö                                                                 | Svezia                                                                | 2 – 0                                                                 | Algeria                                                               | Amichevole                                                            | -                                                                     | 84’                                                                   |
| 16-6-2023                                                             | Solna                                                                 | Svezia                                                                | 4 – 1                                                                 | Nuova Zelanda                                                         | Amichevole                                                            | 1                                                                     |                                                                       |
| 9-9-2023                                                              | Tallinn                                                               | Estonia                                                               | 0 – 5                                                                 | Svezia                                                                | Qual. Euro 2024                                                       | 1                                                                     | 64’                                                                   |
| 12-9-2023                                                             | Solna                                                                 | Svezia                                                                | 1 – 3                                                                 | Austria                                                               | Qual. Euro 2024                                                       | -                                                                     | 83’                                                                   |
| 12-10-2023                                                            | Solna                                                                 | Svezia                                                                | 3 – 1                                                                 | Moldavia                                                              | Amichevole                                                            | -                                                                     |                                                                       |
| 16-11-2023                                                            | Baku                                                                  | Azerbaigian                                                           | 3 – 0                                                                 | Svezia                                                                | Qual. Euro 2024                                                       | -                                                                     | 75’                                                                   |
| 19-11-2023                                                            | Solna                                                                 | Svezia                                                                | 2 – 0                                                                 | Estonia                                                               | Qual. Euro 2024                                                       | -                                                                     | 85’                                                                   |
| Totale                                                                |                                                                       | Presenze                                                              | 52                                                                    |                                                                       | Reti                                                                  | 15                                                                    |                                                                       |

## Palmarès

### Nazionale
- Campionato d'Europa Under-21: 1

Rep.Ceca 2015